# Японская кваква
Японская кваква, или японская выпь (лат. Gorsachius goisagi) — птица из семейства цаплевых, обитающая на Японских островах (острова Идзу и Хонсю), регулярно залетает в Южное Приморье и на юг Сахалина.

## Описание
Длина тела — 48—50 см, размах крыльев — 86—88 см. Голова каштаново-коричневого цвета с коротким хохолком также каштаново-коричневого цвета. Клюв относительно короткий, а для цапель относительно широкий. Надклювье тёмно-коричневое. Подклювье жёлтое. Радужная оболочка глаз жёлтая. Шея по бокам жёлто-коричневая, верхняя сторона тела имеет бледно-каштановую окраску. Крылья более тёмные с черноватыми перьями, вершина которых красно-коричневого цвета. Нижняя сторона тела коричневая с более тёмным оперение. Бока несколько пятнистые. Ноги тёмно-зелёные.

## Распространение
Японская выпь гнездится преимущественно в Японии. Во время зимнего полугодия она встречается также в Южном Китае, на нескольких индонезийских островах, а также на Филиппинах. Перелёт в регионы зимовки начинается в конце октября. В ареалы гнездования птицы возвращаются в период с марта по май.
Японская выпь ведёт ночной образ жизни. Она обитает исключительно на реках и болотах, берега которых плотно засажены лесом. Тем временем эти жизненные пространства стали очень редкими в Японии, соответственно японская выпь исчезла в период с 1980-х по 1990-е годы из многих своих традиционных ареалов гнездовья. Во время зимовки она предпочитает похожие жизненные пространства.

## Образ жизни
Спектр питания японской выпи преимущественно охватывает раков и других ракообразных. К ним прибавляются насекомые, дождевые черви и маленькие рыбы. Период гнездования приходится на период с мая по июль. Гнездо сооружается на высоких деревьях. Это не колониальная птица. Даже при подходящих условиях жизненного пространства гнёзда находятся друг от друга минимум на расстоянии 250 м. Биология высиживания абсолютно не исследована. В кладке от 3 до 4 яиц. Период высиживания составляет от 17 до 20 дней. Молодые птицы становятся самостоятельными через 35—37 дней.

## Статус
Вид очень редок, внесён в Международную Красную книгу. Популяция насчитывает всего около 1 000 особей.

## Галерея

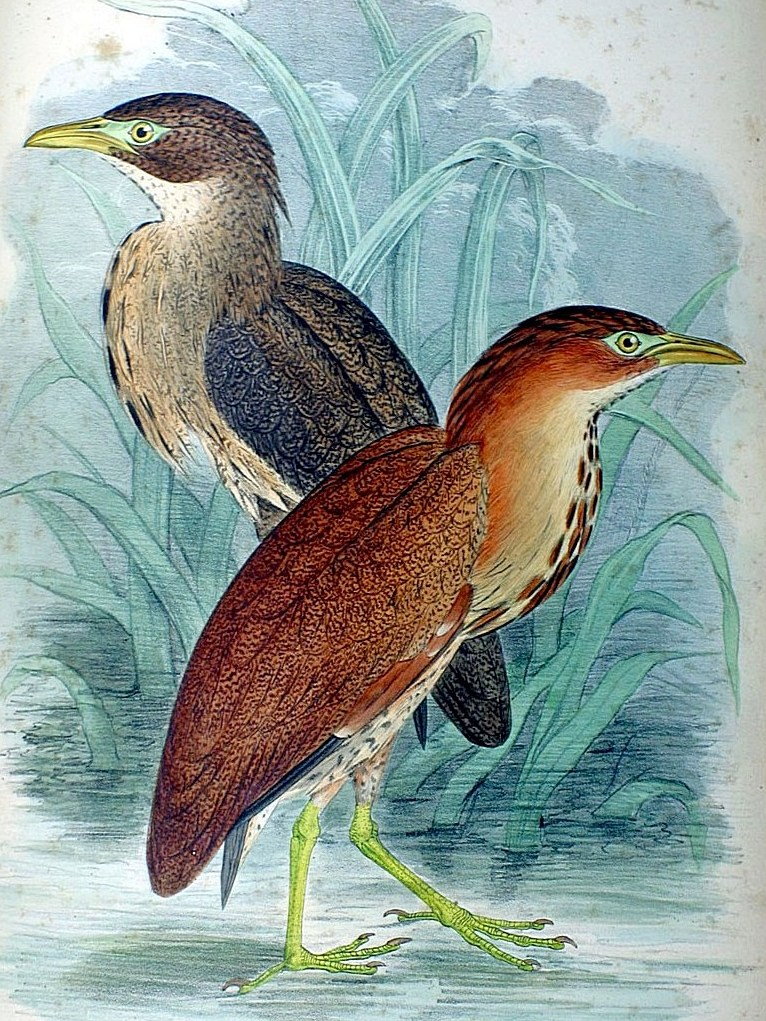
Иллюстрация
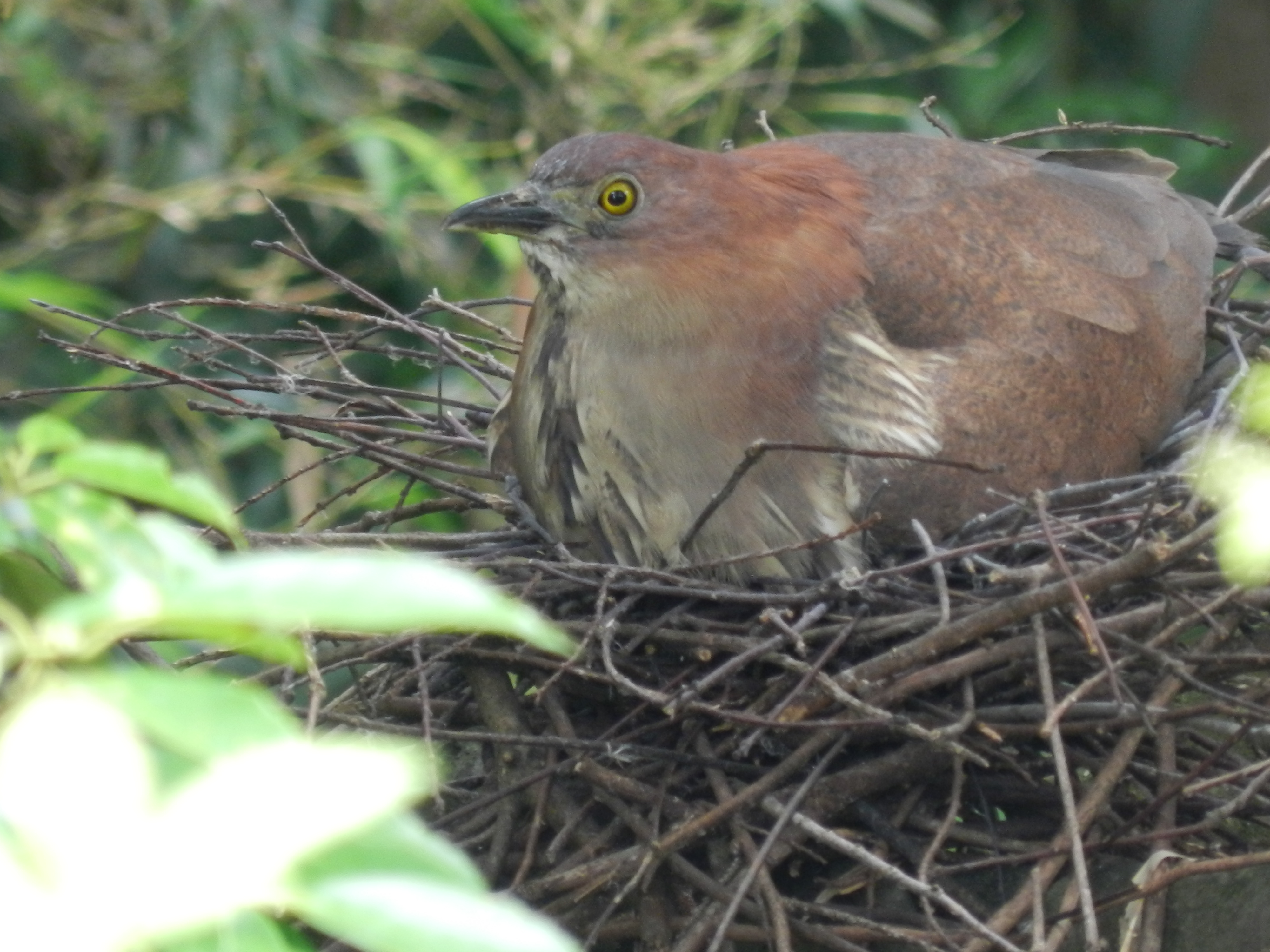
На гнезде